# Curve Lake First Nation Indian Reserve 35
Curve Lake First Nation Indian Reserve 35 är ett reservat i Kanada.   Det ligger i provinsen Ontario, i den sydöstra delen av landet, 230 km väster om huvudstaden Ottawa.
Omgivningarna runt Curve Lake First Nation Indian Reserve 35 är en mosaik av jordbruksmark och naturlig växtlighet. Runt Curve Lake First Nation Indian Reserve 35 är det ganska glesbefolkat, med 23 invånare per kvadratkilometer.